# Сходимость в Lp
Сходи́мость в {\displaystyle L^{p}} в функциональном анализе, теории вероятностей и смежных дисциплинах — вид сходимости измеримых функций или случайных величин.

## Определение
Пусть {\displaystyle (X,{\mathcal {F}},\mu )} — пространство с мерой. Тогда пространство {\displaystyle L^{p}\equiv L^{p}(X,{\mathcal {F}},\mu )} измеримых функций, таких что их {\displaystyle p}-я степень, где {\displaystyle p\geqslant 1}, интегрируема по Лебегу, является метрическим. Метрика в этом пространстве имеет вид:
{\displaystyle d(f,g)=\|f-g\|_{p}\equiv \left(\,\int \limits _{X}|f(x)-g(x)|^{p}\,\mu (dx)\,\right)^{1/p}}.
Пусть дана последовательность {\displaystyle \{f_{n}\}_{n=1}^{\infty }\subset L^{p}}. Тогда говорят, что эта последовательность сходится в {\displaystyle L^{p}} к функции {\displaystyle f\in L^{p}}, если она сходится в метрике, определённой выше, то есть
{\displaystyle \lim \limits _{n\to \infty }\|f_{n}-f\|_{p}=0}.
Пишут: {\displaystyle f_{n}{\stackrel {L^{p}}{\longrightarrow }}f}.
Иногда также используют обозначение {\displaystyle f(x)=\mathop {\mathrm {l.i.m.} } _{n\to \infty }f_{n}(x)} — от англ.  англ. limit in mean .
В терминах теории вероятностей, последовательность случайных величин {\displaystyle \{X_{n}\}_{n=1}^{\infty }\subset L^{p}(\Omega ,{\mathcal {F}},\mathbb {P} )} сходится к {\displaystyle X} из того же пространства, если
{\displaystyle \lim \limits _{n\to \infty }\mathbb {E} |X_{n}-X|^{p}=0}.
Пишут: {\displaystyle X_{n}{\stackrel {L^{p}}{\longrightarrow }}X}.

## Терминология
- Сходимость в пространстве {\displaystyle L^{1}} называется сходимостью в среднем.
- Сходимость в пространстве {\displaystyle L^{2}} называется сходимость в среднеквадратичном.

## Свойства сходимости вLp{\displaystyle L^{p}}
- Единственность предела. Если {\displaystyle f_{n}{\stackrel {L^{p}}{\longrightarrow }}f} и {\displaystyle f_{n}{\stackrel {L^{p}}{\longrightarrow }}g}, то {\displaystyle f=g} {\displaystyle \mu }-почти всюду ({\displaystyle \mathbb {P} }-почти наверное).

- Пространство {\displaystyle L^{p}} полно. Если {\displaystyle \|f_{n}-f_{m}\|_{p}\to 0} при {\displaystyle \min(n,m)\to \infty }, то существует {\displaystyle f\in L^{p}}, такой что {\displaystyle f_{n}{\stackrel {L^{p}}{\longrightarrow }}f}.

- Сходимость в {\displaystyle L^{p}} влечёт сходимость по мере (по вероятности). Если {\displaystyle f_{n}{\stackrel {L^{p}}{\longrightarrow }}f}, то {\displaystyle f_{n}{\stackrel {\mu }{\longrightarrow }}f}.